# Brje (Aidussina)
Brje (in italiano in passato Bria dei Furlani o Bria) è un paese della Slovenia, insediamento (naselje) del comune di Aidussina.
La località, che si trova a 167,3 metri s.l.m. ed a 20,3 chilometri dal confine italiano, è situata sulla sponda sinistra del fiume Vipacco a 10,5 km dal capoluogo comunale. È capoluogo di una delle 28 comunità locali in cui si suddivide il comune.
L'insediamento è costituito dagli agglomerati di: Cinki, Kodrovi, Furlani, Kasovlje, Martini, Mihelji, Most, Možini, Pečenkovi, Sveti Martin e Žulji.

## Geografia

### Corsi d'acqua
fiume Vipacco (Vipava); torrente Svinjšček.

### Alture principali
Cerovo, mt 202; Glink, mt 312.

## Storia
Dopo la caduta dell'Impero romano d'Occidente, e la parentesi del Regno ostrogoto, i Longobardi si insediarono nel suo territorio, seguiti poi attorno al VI secolo da popolazioni slave. Alla caduta del Regno longobardo subentrarono quindi i Franchi; nell'887 Arnolfo, Re dei Franchi orientali, istituì la marca di Carniola; nel 957 la Carniola passò sotto l'autorità del Duca di Baviera e poi nel 976 nel Ducato di Carinzia appena costituito dall'imperatore Ottone II.

In seguito il Ducato di Carinzia passò, come ricompensa per i servigi resi all'imperatore Rodolfo I contro Ottocaro II di Boemia, a Mainardo II di Tirolo-Gorizia; il suo territorio entrò quindi nella Contea di Gorizia e in seguito, nel 1500 passando alla Casa d’Asburgo, nella Contea di Gorizia e Gradisca.

Con il trattato di Schönbrunn (1809) entrò a far parte delle Province Illiriche.
Col Congresso di Vienna nel 1815 rientrò in mano austriaca divenendo comune catastale autonomo, inquadrato sempre nella Contea di Gorizia e Gradisca (a sua volta inclusa dapprima nel Regno d'Illiria e dal 1849 nel Litorale austriaco). In seguito la località venne aggregata al comune di Reifenberg (Rihenberg). In questo periodo era nota col toponimo italiano di Bria e con quelli sloveni di Berje o Brje.
Dopo la prima guerra mondiale entrò a far parte del Regno d'Italia. Il toponimo venne modificato dapprima in Brie e poi nel 1923 in Bria dei Furlani. Nello stesso anno il paese venne inquadrato nella Provincia del Friuli, sempre come frazione del comune di Rifembergo; passò nel 1927, assieme a tale comune, alla ricostituita Provincia di Gorizia.
In seguito alla seconda guerra mondiale e ai Trattati di Parigi, nel 1947 il paese passò alla Jugoslavia. Dal 1991 fa parte della Slovenia.